# Ignorancia racional
Ignorancia racional es un concepto que define una situación en la que el coste de adquirir nuevo conocimiento excede los beneficios que aportaría poseerlo. 
Se dice que permanecer ignorante es racional cuando el coste de educarse lo suficiente para tomar una decisión informada no es compensado por el posible beneficio que se obtendría al tomar esa decisión informada, por lo que sería irracional gastar tiempo educándose. Esto tiene consecuencias en lo que respecta a decisiones tomadas por un gran número de personas, como en las elecciones generales, dónde la probabilidad de que un solo voto cambie el resultado general es muy reducida.
Este término se utiliza en economía, particularmente en teoría de la elección pública, pero también en otras disciplinas que estudian racionalidad y elección, incluyendo la filosofía (epistemología) y teoría de juego.
El término fue acuñado por Anthony Downs en su tratado An Economic Theory of Democracy.

## Ejemplos
Consideremos a un empresario que debe elegir entre dos o más candidatos que se ofrecen a completar una tarea por 10€/hora. El tiempo que cada candidato necesite variará dependiendo de la habilidad del candidato, por lo que al empresario le interesa contratar al trabajador más rápido. El coste de un día adicional de entrevistas para ese empresario es de 100€. Si el empresario ya sabe que los candidatos completarían el trabajo en un rango de entre 95 y 105 horas, la decisión racional sería escoger al candidato en función de un proceso más simple que un día de entrevistas (con un coste fijo de 100€), por ejemplo, lanzando una moneda. 
Si se obtiene el mejor candidato, a uno que pueda completar el trabajo en 9 horas e 30 min , se gastan 100€ en las entrevistas y se evita la peor situación, que es contratar al trabajador que tarda 10h e 30min. Si se tira una moneda o un dado, la probabilidad de obtener al mejor trabajador es igual que la de obtener al peor, y no se gastan los cien euros en entrevistas.
En numerosos casos, la decisión se puede tomar aplicando un modelo heurístico, que es simple pero no muy preciso. Por ejemplo, al decidir que marca de comida elegir para el desayuno, un comprador puede decidir comprar el que tenga menos azúcar, en vez de realizar un estudio profundo de todos los productos.

## Aplicaciones

### En publicidad
Ciertas compañías pueden aprovecharse de este concepto aumentando la complejidad de una decisión. Si la diferencia de valor entre un buen producto y uno malo es menor que el coste de realizar una investigación para diferenciarlos, la decisión racional sería coger aquel producto que sea más conveniente y rechazar la posibilidad de realizar una investigación. Así, al fabricante del producto de menor calidad le convendría aumentar el número de opciones, combinaciones y medidas, lo que aumentaría el número de compradores que deciden que es demasiado complicado tomnar una decisión informada.

### En política
La política y las elecciones presentan el mismo funcionamiento. Al aumentar el número de cuestiones que un votante tiene que considerar al tomar una decisión racional acerca de los diferentes candidatos o políticas, se estimula el votar según una sola cuestión política, seguir la línea del partido, jingoismo, venta de votos o elegir al azar, lo que siempre beneficia a políticos que no representan al electorado.
Dado que la proporción entre el coste y el beneficio aumenta al aumentar los costes o al disminuir los beneficios, el mismo efecto puede ocurrir cuando un político toma una decisión independientemente de los deseos del público. Mientras el electorado perciba que sus votos cuentan poco, tendrá un magro incentivo para informarse acerca de los diferentes candidatos.
Un ejemplo más complejo ocurre cuando un votante se identifica con un partido político. Un votante responsable haría un análisis de política social, exterior, etc, y elegiría al partido político que más refleje sus conclusiones. Pero cuando los votantes están de acuerdo con un partido o con un político a lo largo de numerosos ciclos electorales, el partido se gana la confianza de estos votantes y estos dejan de hacer sus respectivos análisis y simplemente continúan votando al partido que han elegido.

## Críticas
Gran parte de las pruebas empíricas a favor de la idea de ignorancia racional surgen de estudios de apatía del electorado, que fue muy elevada en los años cincuenta. No obstante, esta apatía declinó rápidamente en los sesenta cuando la preocupación por asuntos como la guerra de Vietnam polarizaron el teatro político. Esto es consistente con la teoría de la elección pública; si el interés en la política del país propio aumenta, el beneficio del análisis o el viaje a la urna aumenta.
Además, el valor de la ignorancia racional puede cuestionarse porque pasa por alto su efecto sobre las decisiones en asuntos distintos al que se analiza.
La inversión de tiempo y energía en un tema específico tiene ramificaciones en otras áreas de decisión. Las personas a veces ignoran esto a la hora de valorar inconscientemente el costo de la inversión en comparación con sus beneficios. De esta forma, a veces se pasan por alto los beneficios externos del conocimiento específico.
Por ejemplo, la información que un votante adquiere sobre los distintos candidatos y opciones políticas, además de influir sobre su voto, también puede hacerlo indirectamente sobre otras decisiones relevantes relacionadas con su trabajo, sus finanzas o su educación.